# Слука, Николай Александрович
Николай Александрович Слука (род. 1960) — урбанист, экономико-географ, доктор географических наук, профессор, профессор кафедры географии мирового хозяйства географического факультета МГУ.
Член экспертного совета Исполнительного бюро Программы ООН по населенным пунктам (Хабитат) в Москве, член редколлегии журналов «Bulletin of geography» (Торунь, Польша), «Демографиja» (Белград, Сербия и Черногория).
Руководитель отдела научных проектов некоммерческого партнерства «Города без границ».
Известен как специалист в области геоурбанистики, геодемографии и экономической географии.

## Биография
Отец — Слука, Александр Евгеньевич, доктор географических наук, профессор географического факультета МГУ.
В 1982 г. — окончил географический факультет МГУ.
Защитил диссертацию  на соискание ученой степени кандидата географических наук на тему «Экономико-географический анализ развития столичных городов зарубежных европейских стран-членов СЭВ» (1989).
Защитил диссертацию на соискание ученой степени доктора географических наук  на тему «Современные геодемографические процессы в мировых городах» (2006).

## Вклад в науку
Работы Слуки Н. А. по теории и проблемам глобальных городов, являются в России первыми научными исследованиями в области мировой геоурбанистики.
В МГУ на географическом факультете ученый читает курсы «География крупных городов мира»
(3 курс), «Градоцентрическая концепция территориальной организации мирового хозяйства» (магистратура).

## Основные работы
Автор более 190 научных трудов в области геоурбанистики и геодемографии, в том числе монографий и учебных пособий. Многие работы опубликованы на английском, французском, немецком, сербском, польском, чешском языках.
- Экономико-географические проблемы столичных городов стран Восточной Европы. М., 1994.
- География населения с основами демографии. Учебно-методическое пособие. М., Изд-во МГУ, 2000. —
- Градоцентрическая модель мирового хозяйства. М., Пресс-Соло, 2005. —
- Глобални градови. Београд, 2006.
- Глобальный город: теория и реальность. М., Изд-во ООО «Аванглион», 2007. —
- Геодемографические феномены глобальных городов. Смоленск, Ойкумена, 2009. —
- Город в контексте глобальных процессов / Под ред. И.И. Абылгазиева, И.В. Ильина, Н.А. Слуки - М.: Изд-во Московского университета, 2011. - 448 с.

## Научные статьи
- Лекции немецких преподавателей на географическом факультете МГУ // Вестник МГУ. Сер. География.

1997. № 3.
- Беженцы. География вынужденной миграции //География, 1998, № 44.
- Арабская страна Франция, турецкая страна Германия //География, 1999, № 13.
- Типы динамики населения в регионах и странах мира //География, 2000, № 16.
- Сельское население — стратегический резерв человечества //География, 2000, № 26.
- Урбанистическая панорама мира на пороге XXI века. // Вестник Московского университета. Сер. 5. География, 2000. № 2
- Пекин:Современный облик столицы Поднебесной // газета «География», 2001,№ 16. —
- Шанхай: старый лидер нового Китая //География, 2002, № 20. —  (недоступная ссылка)
- Лондон: мировой город со стажем // газета «География», 2002, № 36. —
- Урбанистическая панорама мира на пороге XXI века // Вестник МГУ. Сер. География. 2000. № 2.
- Франкфурт-на-Майне —деловой центр Европы // газета «География», 2003, № 28. —
- Большой Токио // газета «География», 2004,№ 19-20.
- Крупнейшие мегалополисы в развивающихся странах мира // География в школе. 2005. № 2.
- Эволюция концепции мировых городов // Региональные исследования,2005, № 3. —
- Градоцентрический вектор в развитии мировой системы // Вестник МГУ. Сер. География. 2006. № 5.
- Глобальные города // Эксперт. 2008. № 15. 14-21 апреля. —
- Ключевые функции глобальных городов в мировой системе // газета «География», 2008, № 20. —
- Почему возникли глобальные города? // Электронная версия бюллетеня Население и общество.

Институт демографии Государственного университета — Высшей школы экономики, 2008,1 — 14 сентября
№ 343—344.- 
- Глобальные города на передовой демографической модернизации // Электронная версия бюллетеня Население и общество. Институт демографии Государственного университета — Высшей школы экономики, 2010, 8 — 21 марта,№ 413—414. —
- Феномен современного города в системе представлений социально-экономической географии // Материалы Международной научной конференции "Теория социально-экономической географии: современное состояние и перспективы развития", Ростов-на-Дону, 4-8 мая 2010г.
- Moscow as a world city: chances and problems // Bulletin of geography (Socio-economic series). 2003. № 2.
- Проблемы ревитализации в ведущих глобальных городах // Демографиjа. Кн. V. Београд, 2008.
- Moscow city on the way to integration into the system of global world centres. Problems and solutions // Studia universitatis Babeş-Bolyai, Geographia, 2010, № 2.
- Urbocentric model of global civilization // Zbornik Geografskog faculteta u Beogradu.  № 61. - Beograd, 2013 (в соавторстве).
- Integrated Forms of Urban Settlement in Russia, Europe, and Worldwide // Regional Research of Russia, 2014, Vol. 4, No. 2 (в соавторстве).